# 舞·舞·舞
《舞·舞·舞》（日语：ダンス・ダンス・ダンス）(港譯 舞舞舞吧) 是日本作家村上春樹的第六部长篇小说，初版于1988年，英文本的译者为阿尔弗雷德·伯恩鲍姆（Alfred Birnbaum （页面存档备份，存于）），中文本的译者有赖明珠、林少华，香港譯者為葉蕙。该书可以说是他的另一部作品《尋羊冒險記》的续作，虽然在情节主线上并非完全相接。村上春樹在2001年提到，写作《舞·舞·舞》是伴随《挪威的森林》的出版带来出乎意料的声誉之后的一段恢复过程，因此，与其他小说相比他更加享受《舞·舞·舞》的写作。